# Benjamin Totori
Benjamin Totori (Honiara, Solomonski Otoci, 20. veljače 1986.) je solomonski nogometaš i nacionalni reprezentativac koji igra na poziciji napadača. Trenutno je član solomonskog Western Uniteda.

## Karijera

### Klupska karijera
Totori je nizak rastom ali brzi napadač koji je karijeru započeo u solomonskom klubu Uncles. Nakon toga je 2005. otišao na Novi Zeland gdje je igrao za niz klubova te je iznenadio novozelandskog trenera Gavina Wilkinsona koji ga dovodi u američki Portland Timbers.
Međutim, igrač se ubrzo ozlijeđuje u Americi te se vraća u Waitakere United iz kojeg je i otišao u Portland. Nakon dvije sezone u klubu, Tototi u listopadu 2010. potpisuje za solomonski Koloale. U tamošnjem prvenstvu je brzo postao najboljim strijelcem s 23 pogotka u 19 utakmica.
19. lipnja 2012. Benjamin Tototi je objavio da je potpisao jednogodišnji ugovor za Wellington Phoenix.

### Reprezentativna karijera
Igrač je debitirao za Solomonske Otoke u kolovozu 2007. godine u kvalifikacijskoj utakmici protiv Američke Samoe.
S reprezentacijom je 2011. nastupio na Pacifičkim igrama na kojima je zabio hat-trick reprezentaciji Guama u visokoj 7:0 pobjedi. Sljedeće godine igrač je s reprezentacijom nastupio i na OFC Kupu nacija gdje je u dvije utakmice protiv Novog Zelanda zabio tri gola. S reprezentacijom je na tom turniru osvojio srebro.

#### Pogoci za reprezentaciju
| #   | Datum              | Mjesto                    | Protivnik          | Pogodak | Rezultat | Natjecanje              |
| --- | ------------------ | ------------------------- | ------------------ | ------- | -------- | ----------------------- |
| 1.  | 25. kolovoza 2007. | Apia, Samoa               | Američka Samoa     | 1 : 0   | 12 : 1   | Južnopacifičke igre 07' |
| 2.  | 25. kolovoza 2007. | Apia, Samoa               | Američka Samoa     | 2 : 0   | 12 : 1   | Južnopacifičke igre 07' |
| 3.  | 3. rujna 2007.     | Apia, Samoa               | Samoa              | 1 : 0   | 3 : 0    | Južnopacifičke igre 07' |
| 4.  | 3. rujna 2007.     | Apia, Samoa               | Samoa              | 2 : 0   | 3 : 0    | Južnopacifičke igre 07' |
| 5.  | 7. srpnja 2011.    | Honiara, Solomonski Otoci | Vanuatu            | 2 : 0   | 2 : 1    | Prijateljska utakmica   |
| 6.  | 27. kolovoza 2011. | Nouméa, Nova Kaledonija   | Guam               | 3 : 0   | 7 : 0    | Južnopacifičke igre 07' |
| 7.  | 27. kolovoza 2011. | Nouméa, Nova Kaledonija   | Guam               | 4 : 0   | 7 : 0    | Južnopacifičke igre 07' |
| 8.  | 27. kolovoza 2011. | Nouméa, Nova Kaledonija   | Guam               | 7 : 0   | 7 : 0    | Južnopacifičke igre 07' |
| 9.  | 30. kolovoza 2011. | Nouméa, Nova Kaledonija   | Američka Samoa     | 1 : 0   | 4 : 0    | Južnopacifičke igre 07' |
| 10. | 3. rujna 2011.     | Nouméa, Nova Kaledonija   | Tuvalu             | 1 : 0   | 6 : 1    | Južnopacifičke igre 07' |
| 11. | 3. rujna 2011.     | Nouméa, Nova Kaledonija   | Tuvalu             | 4 : 0   | 6 : 1    | Južnopacifičke igre 07' |
| 12. | 2. lipnja 2012.    | Honiara, Solomonski Otoci | Papua Nova Gvineja | 1 : 0   | 1 : 0    | OFC Kup nacija 12'      |
| 13. | 6. lipnja 2012.    | Honiara, Solomonski Otoci | Novi Zeland        | 1 : 1   | 1 : 1    | OFC Kup nacija 12'      |
| 14. | 10. lipnja 2012.   | Honiara, Solomonski Otoci | Novi Zeland        | 2 : 3   | 3 : 4    | OFC Kup nacija 12'      |
| 15. | 10. lipnja 2012.   | Honiara, Solomonski Otoci | Novi Zeland        | 3 : 3   | 3 : 4    | OFC Kup nacija 12'      |

## Osvojeni trofeji

### Klupski trofeji
| Klub             | Trofej                 | Sezona / godina |
| Novi Zeland      | Novi Zeland            | Novi Zeland     |
| ---------------- | ---------------------- | --------------- |
| Waitakere United | Novozelansko prvenstvo | 2007./08.       |
| Waitakere United | OFC Liga prvaka        | 2007./08.       |
| Waitakere United | Novozelansko prvenstvo | 2009./10.       |
| Solomonski Otoci |                        |                 |
| Koloale          | Solomonsko prvenstvo   | 2011.           |

## Vanjske poveznice
- National Football Teams.com